# Pachycara
Pachycara é um género de peixes actinopterígeos anguiliformes pertencente à família Zoarcidae, contendo pelo menos 23 espécies.

## Espécies
- Pachycara alepidotum  Anderson & Mincarone, 2006
- Pachycara andersoni  Møller, 2003
- Pachycara arabica  Møller, 2003
- Pachycara brachycephalum  Pappenheim, 1912
- Pachycara bulbiceps  Garman, 1899
- Pachycara cousinsi  Møller & King, 2007
- Pachycara crassiceps  Roule, 1916
- Pachycara crossacanthum  Anderson, 1989
- Pachycara dolichaulus  Anderson, 2006
- Pachycara garricki  Anderson, 1990
- Pachycara goni  Anderson, 1991
- Pachycara gymninium  Anderson & Peden, 1988
- Pachycara lepinium  Anderson & Peden, 1988
- Pachycara mesoporum  Anderson, 1989
- Pachycara microcephalum  Jensen, 1902
- Pachycara nazca  Anderson & Bluhm, 1997
- Pachycara pammelas  Anderson, 1989
- Pachycara priedei  Møller & King, 2007
- Pachycara rimae  Anderson, 1989
- Pachycara saldanhai  Biscoito & Almeida, 2004[2]
- Pachycara shcherbachevi  Anderson, 1989
- Pachycara sulaki  Anderson, 1989
- Pachycara suspectum  Garman, 1899
- Pachycara thermophilum  Geistdoerfer, 1994[3][4][5][6][7][8][9]